# Dardania granulosa
Dardania granulosa är en insektsart som beskrevs av Carl Stål 1866. Dardania granulosa ingår i släktet Dardania och familjen dvärgstritar. Inga underarter finns listade i Catalogue of Life.